# Fenestrulina joannae
Fenestrulina joannae är en mossdjursart som först beskrevs av Calvet 1902.  Fenestrulina joannae ingår i släktet Fenestrulina och familjen Microporellidae. Inga underarter finns listade i Catalogue of Life.